# Зимин, Александр Иванович
Александр Иванович Зимин (20 мая 1878 года — 15 октября 1923 года) — потомственный почётный гражданин, владелец городской усадьбы А. И. Зимина, сын Ивана Никитича Зимина, основателя крупнейшего в России акционерного общества «Товарищество Зуевской мануфактуры И. Н. Зимина», производившего ткань. Производство располагалось в подмосковном городе Дрезна. По состоянию на 1915 год кандидат в директора вышеуказанного Товарищества.

## Биография
Был третьим сыном своего отца от второго брака. Имел брата Григория. В 1896 окончил Московское коммерческое училище. В 1911 заказал проект дома известному архитектору В. Д. Адамовичу. Особняк был выстроен в стиле неоклассицизма.
Состоял в браке с Эмилией Августовной (1874—1962). Детей не имел. Был автолюбителем (так, в городской усадьбе был предусмотрен гараж) и уже в 1914 году имел машину «Бенц» мощностью в 16 л. с. Рано умер. Похоронен на Преображенском старообрядческом кладбище в Москве.